# Nyköpings landsfiskalsdistrikt
Nyköpings landsfiskalsdistrikt var 1918-1941 ett landsfiskalsdistrikt i Södermanlands län, bildat som Jönåkers östra landsfiskalsdistrikt när Sveriges indelning i landsfiskalsdistrikt trädde i kraft den 1 januari 1918, enligt beslut den 7 september 1917. Den 1 januari 1922 (enligt beslut den 16 december 1921) ändrades landsfiskalsdistriktets namn om till Nyköpings landsfiskalsdistrikt. Distriktet avskaffades den 1 oktober 1941 (genom kungörelsen 28 juni 1941) när Sverige fick en ny indelning av landsfiskalsdistrikt. Av dess ingående områden överfördes kommunerna Bärbo, Halla, Nykyrka och Stigtomta till det nybildade Jönåkers landsfiskalsdistrikt och kommunerna Bergshammar, Nikolai och Tunaberg till Rönö landsfiskalsdistrikt.
Landsfiskalsdistriktet låg under länsstyrelsen i Södermanlands län.

## Ingående områden

### Från 1918
Jönåkers härad:
- Bergshammars landskommun
- Bärbo landskommun
- Halla landskommun
- Nykyrka landskommun
- Sankt Nikolai landskommun
- Stigtomta landskommun
- Tunabergs landskommun